# Robert William Read
Robert William Read (13 décembre 1931, Woodbury, New Jersey - 2003) était un botaniste américain.
Il a développé son activité scientifique à la Smithsonian Institution, du musée national d'histoire naturelle des États-Unis en tant que spécialiste des monocotylédones néotropicales.

## Honneurs

### Titres
- 1975 président de la Botanical Society de Washington.

### Éponymes
- (Acanthaceae) Justicia readii T.F.Daniel (en) & Wassh.[1]
- (Arecaceae) Coccothrinax readii H.J.Quero[2]
- (Asclepiadaceae) Cynanchum readii (Schltr.) R.A.Howard (en)[3]
- (Hyacinthaceae) Ornithogalum readii (Baker) J.C.Manning (en) & Goldblatt (en)[4]
- (Orchidaceae) Prasophyllum (en) readii D.L.Jones & D.T.Rouse[5]